# François-Maurice Lard
Pour les articles homonymes, voir Lard (homonymie).
François-Maurice Lard, dit aussi Maurice Lard, est un artiste peintre et pastelliste français, né à Paris dans le 2e arrondissement le 17 décembre 1864, ville où il est mort dans le 10e arrondissement le 11 novembre 1908, spécialisé dans le portrait et le nu féminin.

## Biographie

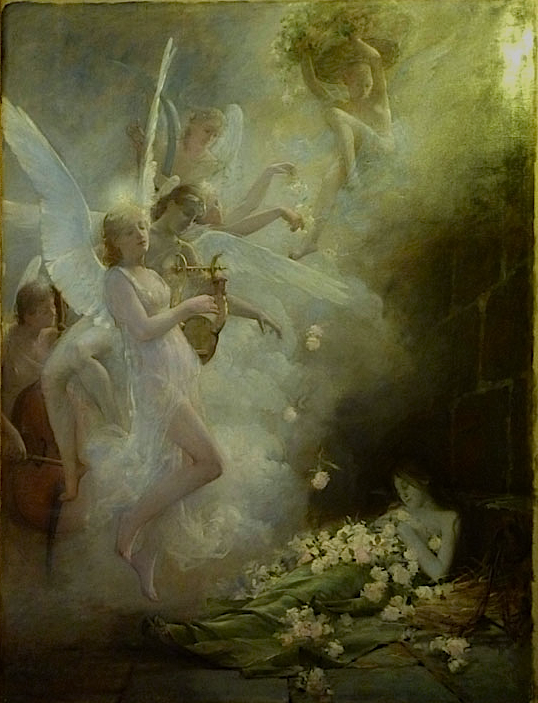
Le Dernier Sommeil (1887)

Né à Paris, François-Maurice Lard entre à l'École des beaux-arts en 1882, et reçoit l'enseignement des peintres Gustave Boulanger et Ernest Hébert.
L'un de ses premiers travaux remarqués est un portrait dessiné du cardinal Gervais de Clinchamp publié en 1884 dans l'essai de Joseph Noulens, Maison de Clinchamp. Histoire généalogique.
En septembre 1888, il est en Algérie, effectuant un voyage d'étude qui va durer une année : c'est ce que rapporte le quotidien Le Patriote algérien, mentionnant son excellence et son tableau intitulé Coquelicots.
En mars 1889, il entame une série de portraits de personnalités appartenant à la haute bourgeoisie et se fait remarquer en une du quotidien Le Gaulois.
Il est membre de la Société des artistes français et expose à partir de 1891 au Salon des Champs-Élysées : il envoie cette année-là Contemplation, un tableau représentant un enfant endormi sur les genoux de sa mère. En 1892, il propose Réveil du jour, un portrait de femme.
Il rejoint la Société nationale des beaux-arts et en avril 1894, il participe au Salon du Champ-de-Mars, avec un grand pastel, Roses effeuillées, montrant une jeune femme étendue tenant un bouquet à la main.
En février 1895, l'État se porte acquéreur d'une grande toile, Le Dernier Sommeil, composée en 1887, marquée par le symbolisme, et qui se trouve aujourd'hui au musée des beaux-arts de Mirande.

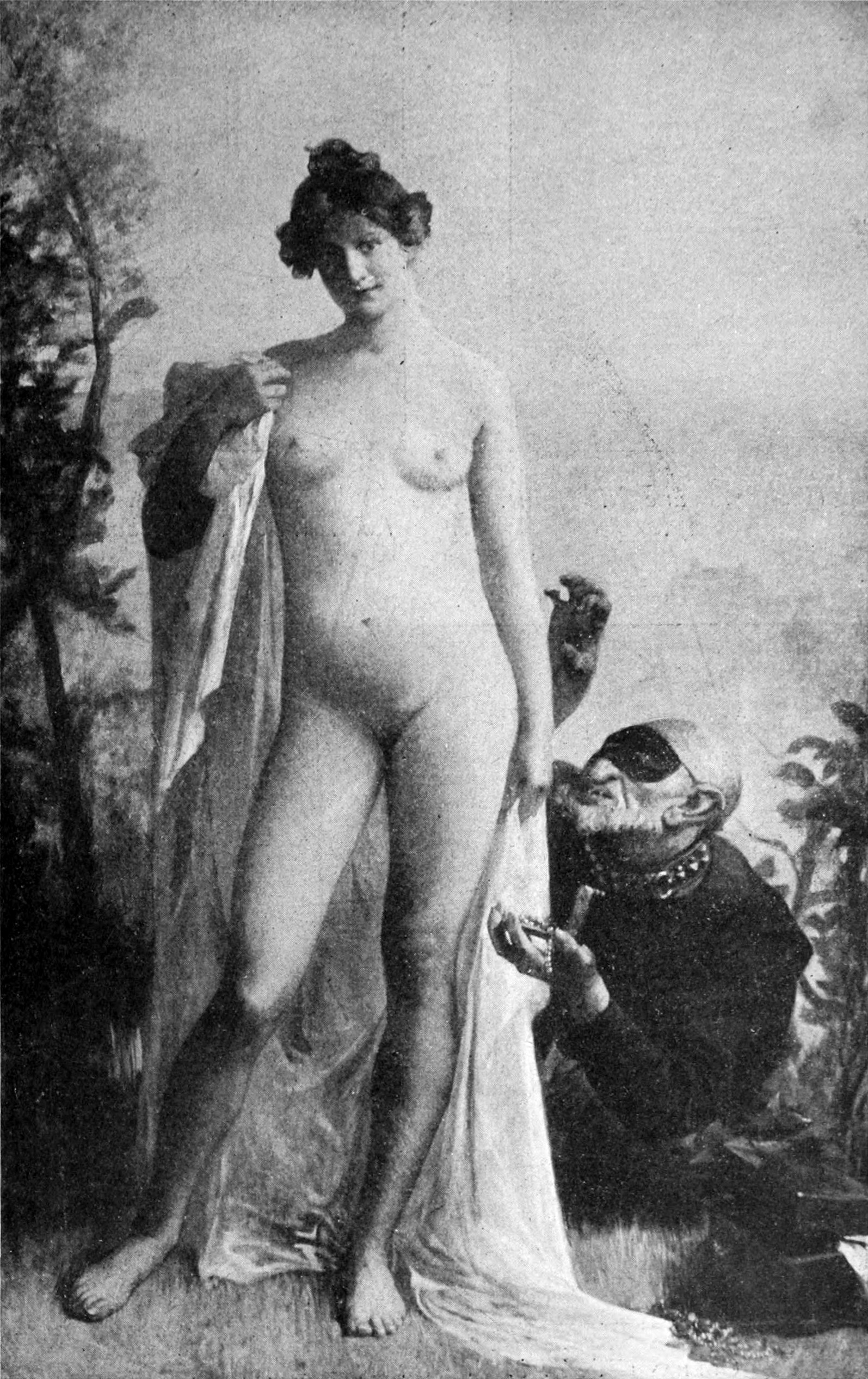
Ève (tableau exposé au salon de 1905)

La reconnaissance arrive en 1901, au Salon des artistes français, puisqu'il y reçoit la médaille de troisième classe ; en 1904, il reçoit celle de deuxième classe. La plupart de ses tableaux sont à cette époque des nus féminins d'une grande sensualité.
Il expose aux divers salons jusqu'en 1908. Il meurt à Paris le 11 novembre et est inhumé au cimetière du Père-Lachaise[réf. nécessaire].